# Salomon Frencelius
Salomon Frencelius, také Šalomoun Frenczel z Fridenthalu nebo Salomon Frenzel von Friedenthal také von Friedrichsthal (1561 Vratislavnebo 1564 – 1605 Riga) byl slezský humanista, filozof, básník a vysokoškolský pedagog.

## Život
- V letech 1588 až po 1590 (?) žil v Praze. Bydlel na Novém Městě v domě čp. 150/II V jirchářích 5. Jeho latinské básně pravděpodobně zhudebnil pražský skladatel Jacobus Gallus[4]. Za své básnické dílo byl Frencelius od císaře Rudolfa II. korunován vavřínovým věncem. I po odjezdu z Čech udržoval písemné styky se vzdělanci v českých zemích.
- Působil jako profesor na univerzitě v Helmstedtu, kde v letech 1593–1599 na filozofické fakultě vyučoval etiku.[5]
- Od roku 1599 až do smrti byl rektorem dómské školy a pedagogem gymnázia v Rize.[6]

## Dílo
Psal latinské traktáty, básně, epigramy i slavnostní uvítací projevy.